# Scripted reality
Scripted reality (in het Nederlands schijnrealiteit of net-echttelevisie) is een televisiegenre waarin geveinsd wordt dat een waargebeurde situatie wordt weergegeven maar waarin in werkelijkheid geacteerd wordt en de verhaallijn van tevoren is uitgeschreven. Dit genre onderscheidt zich van andere vormen van acteren doordat het gepresenteerd wordt als reality-tv. Voor de kijker is hierdoor niet of niet meteen duidelijk dat er acteurs aan het werk zijn.

## Oorsprong en verspreiding
De formule was aanvankelijk vooral succesvol in Duitsland, waarna het genre door andere Europese landen werd overgenomen, bijvoorbeeld door Frankrijk in 2011.

### Nederland
In Nederland wordt dit concept sinds 2001 jaarlijks toegepast in het Sinterklaasjournaal. In dit programma is scripted reality geïntegreerd in een nieuwsrubriek rondom Sinterklaas.
Sinds 2012 maakt met name Net5 veelvuldig gebruik van dit concept, met series als Beschuldigd, Achter Gesloten Deuren en Dokters. Op RTL 5 was Mijn Vieze, Vette, Vervelende Verloofde rond diezelfde periode te zien. De AVRO heeft in samenwerking met NPO in mei 2014 de serie Brugklas uitgebracht. De eerste scripted-reality-jeugdserie in Nederland was Finals die tussen 2000 en 2002 door BNN werd uitgezonden.
Een voorloper van dit genre was 12 steden, 13 ongelukken, een serie van de VARA uit 1990, waarin waargebeurde ongelukken door acteurs werden nagespeeld. Een belangrijk verschil met scripted reality was dat iedere aflevering werd ingeleid door presentator Jan Douwe Kroeske, die uitlegde dat de feiten waren nagespeeld.

### België
Op de Vlaamse zender VTM startte in 2013 de Nederlandse serie Dokters. Vanwege het grote succes werd later beslist om een Vlaamse remake te maken, onder de naam Echte Verhalen: De Kliniek. In februari 2014 werd de eerste aflevering van Echte Verhalen: De Buurtpolitie uitgezonden, waarbij deze keer geen ziekenhuis maar een politiekantoor geviseerd wordt. De eerste Vlaamse scripted realityserie voor jongeren, Teen Scenes, startte begin september 2014 op JIM.